# Zvezdica
Zvézdica, tudi asterísk, je pisno znamenje, zapisano kot *, ki se uporablja kot izpostavno pisno znamenje in tudi kot znamenje v informacijsko-komunikacijskih tehnologijah.

## Uporaba
- Podobno kot nadpisana številka se lahko zvezdica uporablja kot izpostavno znamenje, in sicer nadpisano levostično na desni strani enote, na katero se nanaša, in predstavlja opozorilo na ustrezno podčrtno opombo ali na opombo na koncu besedila ali poglavja.[1] Za opombo 2 tako zapisujemo dve zvezdici, za opombo 3 tri zvezdice itd.[3]
- Desnostična zvezdica levo zgoraj pred besedo pomeni v jezikoslovju, da gre za etimološko domnevno (vzpostavljeno) besedo[2] (ampak < *a-nъ-pakъ) ali pa označuje pravopisno nesprejemljivost (*črnobel – namesto črno-bel).[1]
- Ob navajanju biografskih podatkov pisana zvezdica pred letnico ali datumom pomeni ’rojen’: Ivan Cankar (*1876, †1918). (Za označevanje pomena ’umrl’ uporabljamo v enakem položaju križec.)[1] Trenutno veljavni Slovenski pravopis za tako uporabljeno zvezdico (in križec) predpisuje desnostični zapis – Ivan Cankar (*1876, †1918),[3] medtem ko predlog novega pravopisa v javni razpravi predlaga nestično pisanje – Ivan Cankar (* 1876, † 1918).[1]
- Zvezdica se uporablja tudi v informacijsko-komunikacijskih tehnologijah (pri sporazumevanju prek spleta in sodobnih komunikacijskih naprav),[1] na primer kot del čustvenčka (:*).